# Andrea Lucchetta
Andrea Lucchetta, ps. „Crazy Lucky” (ur. 25 listopada 1962 w Treviso) – włoski siatkarz, medalista igrzysk olimpijskich, mistrzostw świata, mistrzostw Europy i uniwersjady, komentator sportowy oraz twórca serialów animowanych.

## Życiorys

### Kariera siatkarska
Lucchetta zadebiutował w reprezentacji Włoch 15 lipca 1982 w wygranym meczu ze Związkiem Radzieckim. Na letnich igrzyskach olimpijskich wystąpił trzykrotnie. Podczas igrzysk 1984 odbywających się w Los Angeles wystąpił we wszystkich meczach siatkarskiego turnieju, w tym we zwycięskim pojedynku o brąz z Kanadą. Na igrzyskach 1988 w Seulu zagrał w jednym meczu fazy grupowej, a jego zespół zajął 9. miejsce w klasyfikacji końcowej. W czasie igrzysk 1992 w Barcelonie wystąpił w każdym spotkaniu, w tym w zwycięskim pojedynku o 5. miejsce z reprezentacją Japonii.
Wśród sukcesów z drużyną narodową ma także brązowy medal zdobyty na uniwersjadzie 1987 w Zagrzebiu i złoty medal igrzysk śródziemnomorskich 1991 z Aten. Jest tryumfatorem mistrzostw świata 1990 zorganizowanych w Brazylii. Na mistrzostwach Europy zdobył złoto w 1989 w Szwecji oraz srebro w 1991 w Niemczech. Zwyciężył w pierwszych trzech edycjach Ligi Światowej. W reprezentacji rozegrał 292 mecze.
Był zawodnikiem włoskich klubów Astori Mogliano Veneto (1979–1980), Pallavolo Treviso (1980–1981), Modena Volley występującego pod nazwami Panini, Philips i Casa Modena Unibon (1981–1990, 1998–2000), Mediolanum Milano/Milan Volley (1990–1994), Alpitour Traco Cuneo (1994–1997) i Piaggio Roma (1997–1998). Zdobył mistrzostwo Włoch czterokrotnie w latach 1986–1989, pięciokrotnie tryumfował w pucharze Włoch w 1985, 1986, 1988, 1989 i 1996 oraz wygrał superpuchar Włoch w 1996. Zwyciężał w Pucharze Europy Mistrzów Klubowych w 1990, w Pucharze Europy Zdobywców Pucharów w 1986, 1993 i 1997 oraz w Pucharze CEV w 1983, 1984, 1985 i 1996. Jest również tryumfatorem klubowych mistrzostw świata z 1990 i 1992 oraz superpucharu Europy z 1996.
W 2007 zwyciężył w pierwszych mistrzostwach Europy weteranów powyżej 40 lat.

### Pozostałe informacje
Ze względu na swój żywiołowy temperament i oryginalną fryzurę nazywany jest „Crazy Lucky”.
W 1992 za pośrednictwem wydawnictwa RTI Music wydał singel „Go Lucky Go”. Utwór został zaprezentowany na festiwalu Festivalbar w Weronie. W 2001 pracował jako komentator programu Robot Wars w telewizji La7. Uczestniczył w programie La Talpa na kanale telewizyjnym Rai 2. Był komentatorem siatkówki na Rai Sport. Komentował m.in. Serie A1 w latach 2009–2010, Mistrzostwa Świata w Piłce Siatkowej Mężczyzn 2010 oraz Letnie Igrzyska Olimpijskie 2012 i 2016. Jest twórcą serialów animowanych Spike Team (2010) i Il sogno di Brent (2012). W 2017 wystąpił w reklamie sieci supermarketów Jysk.
W 2010 z inicjatywy kancelarii premiera został odznaczony Orderem Zasługi Republiki Włoskiej V Klasy. W 2018 Włoski Narodowy Komitet Olimpijski przyznał mu wyróżnienie Collare d'oro al merito sportivo.
Z wykształcenia jest elektrykiem. Był dwukrotnie żonaty. Ma trójkę dzieci, a jego dwaj synowie z pierwszego małżeństwa Lorenzo i Riccardo są koszykarzami.